# Хромченко, Соломон Маркович
Соломон Маркович Хромченко (1907—2002) — советский певец (лирический тенор) и педагог. Заслуженный артист РСФСР (1947), член ВКП(б) с 1939.
Обладал мягким и гибким голосом, хорошей дикцией, его исполнение отличалось чёткой музыкальной фразировкой.

## Биография
Родился 21 ноября (4 декабря) 1907 года в Златополе Киевской губернии.
В детские годы был певчим в одесском синагогальном хоре.

### Образование
В 1927—1929 годах учился в Киевской музыкальной профшколе (ныне Киевский музыкальный техникум). В 1932 году окончил Киевский высший музыкально-драматический институт им. Н. В. Лысенко (ныне — Киевский национальный университет театра, кино и телевидения имени И. К. Карпенко-Карого) по классу пения у M. M. Энгель-Крона.
В 1935 году окончил аспирантуру Московской консерватории (руководитель К. Н. Дорлиак).

### Деятельность
Был солистом Еврейского академического хора (ЕВОКАНС) в Киеве. Принят в члены ВКП(б) в 1939 году.
В 1934—1956 годах Хромченко — солист Большого театра. В годы Великой Отечественной войны выступал в составе фронтовых концертных бригад, был награждён орденом Трудового Красного Знамени.
В 1956—1962 годах работал во Всесоюзном концертном объединении. С 1961 года — преподаватель Московского музыкально-педагогического института им. Гнесиных (с 1974 года — доцент, с 1982 — профессор).
Соломон Маркович снискал признание как исполнитель обширного репертуара на оперной сцене и концертной эстраде. В его исполнении звучали арии и романсы русских классиков (М. И. Глинки, П. И. Чайковского, С. В. Рахманинова), произведения западноевропейских (Р. Шумана, Ф. Листа, Ф. Мендельсона, И. Брамса) и советских композиторов, неаполитанские и еврейские народные песни. Много гастролировал за рубежом.

## Репатриация в Израиль и реэмиграция на родину
В 1991 году Хромченко репатриировался в Израиль, где, несмотря на свой возраст, продолжил полноценную концертную и педагогическую деятельность. Как профессор Иерусалимской музыкальной академии имени Рубина, он готовил молодых вокалистов. 
В 2000 году вернулся в Россию. Умер 20 января 2002 года в Москве. Похоронен в колумбарии Донского кладбища в Москве.

## Семья
- Брат — эстрадный певец Наум Маркович Хромченко.
- Жена — Сицилия Израилевна Аврих-Хромченко (1908—1989).
  - Сын — Матвей Хромченко, журналист. (1932—2018).
  - Сын — Александр Хромченко, журналист, музыковед, ведущий программы "Новости музыкальной жизни" на Московском Радио. Род. в 1945 г.
  - Внучка — Надежда Сикорская. Журналист. Проживает в Швейцарии, создатель и главный редактор электронной газеты NashaGazeta.ch

## Награды
- Орден Трудового Красного Знамени (27.05.1951)[5]
- Заслуженный артист РСФСР (05.11.1947)
- Заслуженный деятель искусств РСФСР (28.05.1984)
- Почётная грамота Президиума Верховного Совета РСФСР (25.05.1976)[6].
- Третья премия на Всесоюзном конкурсе музыкантов-исполнителей (1933, Москва)